# Artefacto (error de observación)

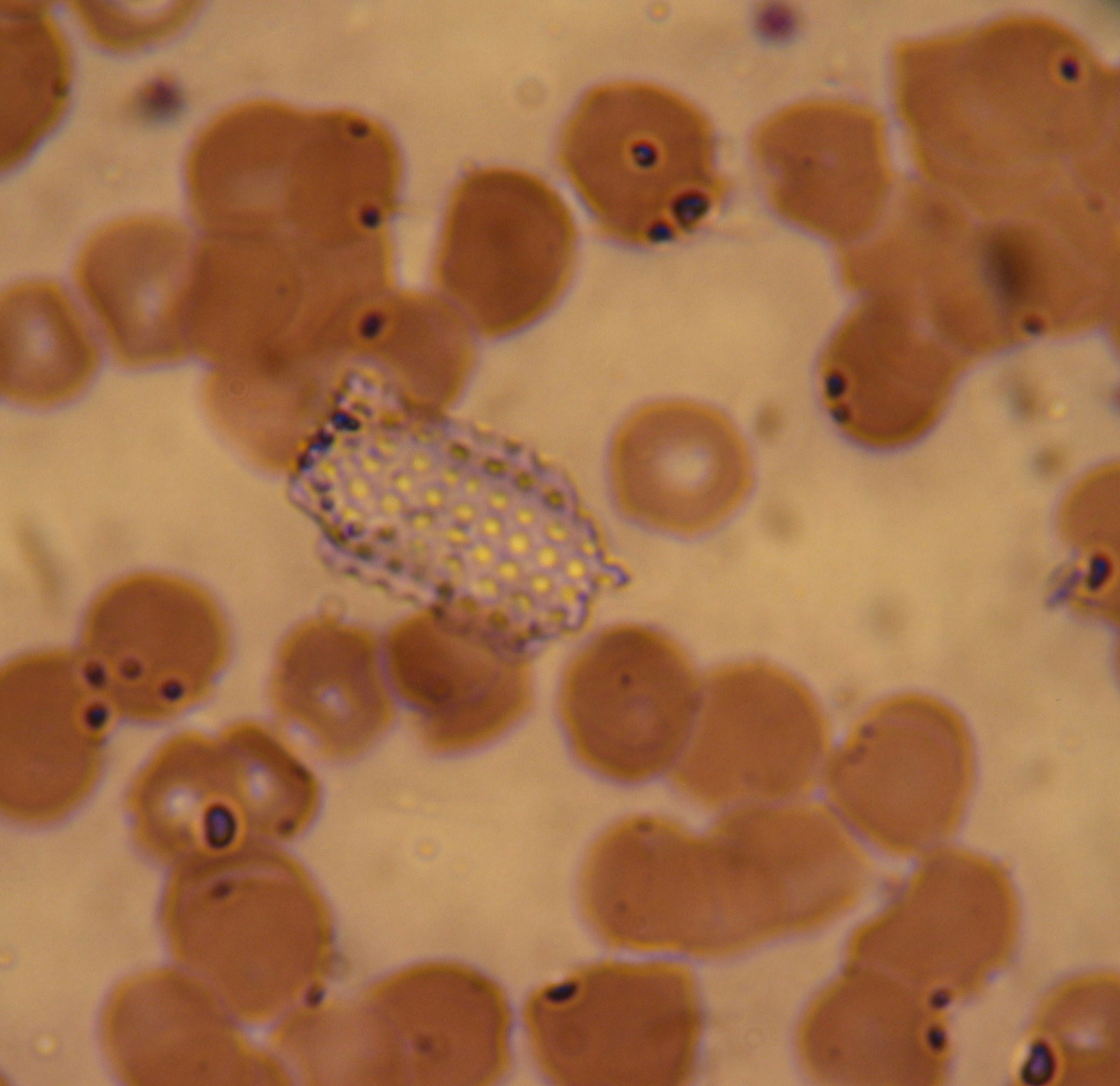
Objeto brillante no proveniente de la muestra sanguínea: un artefacto microscópico.

El término artefacto es utilizado en la ciencia, medicina y procesamiento de datos, para indicar cualquier distorsión percibida o cualquier otro error de datos causado por un instrumento de la observación o medición, el cual puede provocar una mala interpretación o resultados erróneos. 

## Ejemplos
- En microscopía, los artefactos se producen a veces al introducirse objetos ajenos, etc, durante el proceso de muestras.
- En las ciencias de la computación, es un error sensible causado por el algoritmo de compresión con pérdida
- En medicina, hay artefactos que se producen por malas representaciones de las estructuras del tejido que se ven en las imágenes médicas producidas por modalidades tales como ultrasonografía, tomografía, proyección de imagen de resonancia magnética.